# ديوغو أنتونيس دي أوليفيرا
ديوغو أنتونيس دي أوليفيرا (بالبرتغالية: Diogo Antunes de Oliveira‏) (مواليد 20 أكتوبر 1986)، هو لاعب كرة قدم كان يلعب كلاعب وسط.

## وصلات خارجية
- ديوغو أنتونيس دي أوليفيرا على موقع Soccerway.com (الإنجليزية)
- ديوغو أنتونيس دي أوليفيرا على موقع عالم كرة القدم.نت (الإنجليزية)